# Reformierte Kirche Le Locle

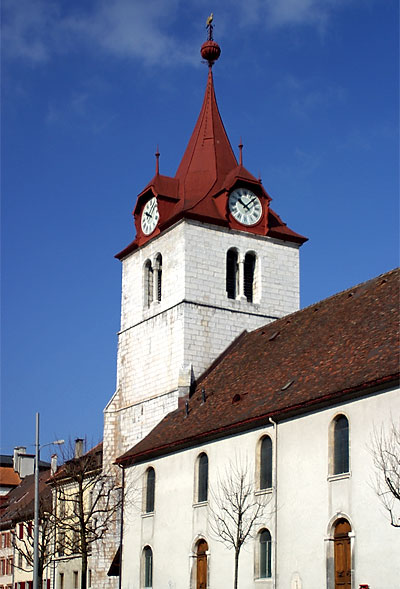
Aussenansicht der Kirche

Die Reformierte Kirche Le Locle (französisch Temple Français du Locle) ist ein barockes Kirchengebäude. Sie ist ein Kirchengebäude der Église réformée évangélique du canton de Neuchâtel in der Stadt Le Locle, Schweiz.

## Geschichte
Der wuchtige Kirchturm stammt aus dem Mittelalter. Das Kirchenschiff wurde 1758–1759 nach Plänen von Henri-Daniel Vaucher errichtet und bildet eine der grössten und bedeutendsten Querkirchen der Westschweiz.

## Beschreibung
Durch die schlichte Fassadengestaltung mit kleinen Rundbogenfenstern und Portalen sowie das für Kirchenbauten ungewöhnliche Krüppelwalmdach ist das Gebäude nicht eindeutig als Kirche auszumachen. Nur der mittelalterliche Turm mit Spitzturmhelm, der an die Schmalseite angebaut ist, kennzeichnet das Gebäude deutlich als Gotteshaus.
Das Innere bildet einen quergerichteten Predigtsaal mit einer U-Empore, die auf Säulen toskanischer Ordnung ruht. Die zentrale Doppelkanzel ist von allen Stellen im Schiff aus sichtbar. Die Holzdecke ist mit einem durch Leisten gebildeten schlichten Vierpassmotiv verziert.